# Salento International Film Festival
Il Salento International Film Festival è un festival cinematografico dedicato al Cinema indipendente. Il festival si svolge ogni anno a Tricase, in Provincia di Lecce, nel sud del Salento.

## Storia
Nato nel 2003, il SIFF include anche la sezione Best of the Fest, che porta in giro per il mondo (Zurigo, Londra, Hong Kong, Mosca, San Pietroburgo) una selezione della programmazione. 
Il festival è organizzato dall'associazione Salento cinema, con il sostegno del Comune di Tricase.

## Albo d'oro

### Miglior film
- 2012 - A.L.F. Animal Liberation Front, regia di Jerome Lescure (2011)
- 2015 - El ganzo, regia di Steven Balderson (2015)

### Migliore documentario
- 2012 - Circe's Place, regia di Guy Bordin e Renaud De Putter (2012)
- 2015 - K2 e i camminatori invisibili (K2 and the invisble footmen), regia di Iara Lee (2015)

### Migliore cortometraggio italiano
- 2015 - Kelime, regia di Federico Mudoni (2015)

### Migliore cortometraggio internazionale
- 2015 - Between Black and White, regia di Socrates Alafouzos (2015)

### Premio Alle donne piace corto
- 2015 - The Loyalist, regia di Minji Kang - cortometraggio (2014)

### Migliore colonna sonora
- 2015 - India Czajkowska per La scultura

### Migliore attrice
- 2012 - Karen Robinson per Ghett'a Life
- 2015 - Hildigunn Eyðfinsdóttir per Ludo

### Miglior attore
- 2005 - Ignazio Oliva per Onde (2005)
- 2012 - Alexander Laigner per A.L.F. Animal Liberation Front ex aequo con Toby Hamingway per The Silent Rhief
- 2015 - Anselm Richardson per El ganzo

### Premio Salento Cinema Music Video Awards alla carriera
- 2014 - Franco Simone